# Ponte Nuovo (Ivrea)
Il ponte Nuovo (noto anche come ponte Duchessa Isabella e ponte Adriano Olivetti) è un ponte ad arco della città di Ivrea. Costruito sulla Dora Baltea, la sua inaugurazione risale al 1860.

## Storia
I lavori di costruzione del ponte Nuovo, progettato dall'ingegnere Guallini ed inaugurato nel 1860, vennero eseguiti dall'impresa Meazza. La sua realizzazione rientrava nell'ambito di un più vasto progetto di ammodernamento della città di Ivrea, che fino ad allora aveva disposto di un solo ponte, il ponte Vecchio, presente già in epoca romana. Il nuovo ponte andò ad assorbire la maggior parte del transito, essendo collocato lungo il Corso Costantino Nigra, l'asse che unisce il centro della città con la stazione di Ivrea.
Nel 1917 il ponte venne ampliato con la costruzione sul lato a valle di un marciapiede. Agli anni 1950 risale invece la realizzazione del marciapiede sul lato a monte.
Il 15 ottobre 1926 una delibera del consiglio comunale dedicò il ponte alla duchessa Isabella di Baviera, moglie del principe Tommaso di Savoia-Genova. Il 18 dicembre 2010, nel cinquantenario della sua scomparsa, il ponte è stato quindi intitolato ad Adriano Olivetti.

## Descrizione
Il ponte è collocato in un punto in cui il corso del fiume è particolarmente ristretto, poco prima che il letto della Dora si allarghi nuovamente, a un centinaio di metri a valle del ponte Vecchio e a una cinquantina di metri a monte del ponte della Ferrovia. Si tratta di un ponte ad arco unico.